# Країшево
Країшево (рос. Краишево) — село у Єланському районі Волгоградської області Російської Федерації.
Населення становить 1095  осіб. Входить до складу муніципального утворення Країшевське сільське поселення.

## Історія
Населений пункт розташований у межах українського історичного та культурного регіону Жовтий Клин.
Згідно із законом від 24 грудня 2004 року № 980-ОД органом місцевого самоврядування є Країшевське сільське поселення.

## Населення
| 2010 | 2012  | 2013  | 2014  | 2015  | 2016  | 2017  |
| ---- | ----- | ----- | ----- | ----- | ----- | ----- |
| 1204 | ↘1202 | ↘1174 | ↘1165 | ↘1156 | ↘1120 | ↘1095 |